# 三氟乙烯基三氟甲醚
三氟乙烯基三氟甲醚（全氟(甲基乙烯基醚)）是一种有机化合物，化学式为C3F6O。它可由全氟(3-甲氧基丙酰氟)和碳酸钠在二乙二醇二甲醚中热分解制得。它和氯气反应，可以得到1,2-二氯-1,2,2-三氟乙基(三氟甲基)醚。